# Riserva nazionale di Paracas
La Riserva nazionale di Paracas (in spagnolo: Reserva Nacional de Paracas) è un'area naturale protetta del Perù nella Regione di Ica e si estende in gran parte nella provincia di Pisco.
È stata dichiarata zona protetta il 25 settembre del 1975 allo scopo di proteggere la fauna e la flora di quella porzione di mare e deserto del Perù.

## Geografia

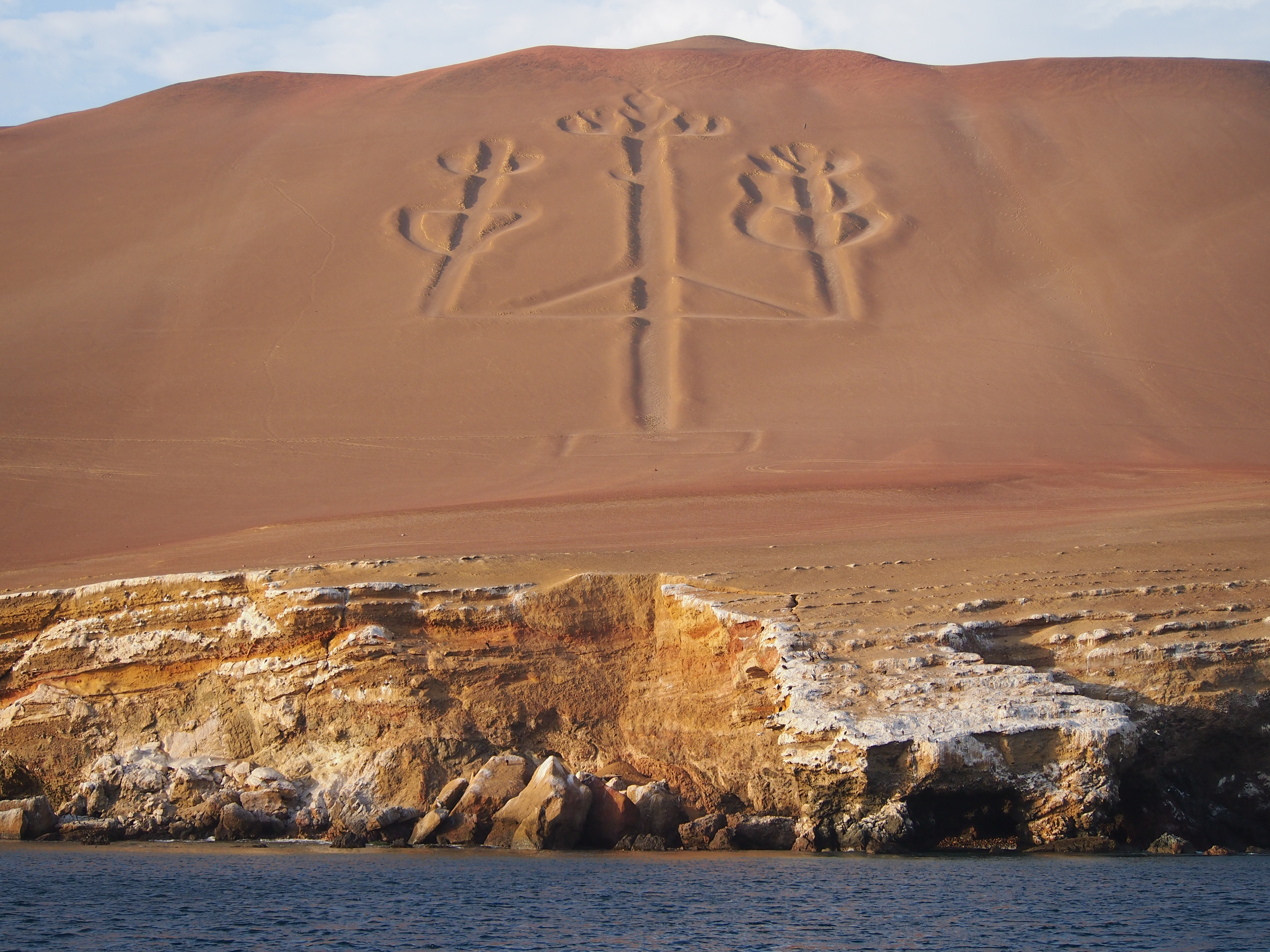
Il Candelabro

Situata sulla costa circa 260 km a sud di Lima l'area ha una superficie di 335 000 ha (217 594 ha sono nelle acque del Pacifico 117,406 su terre emerse).
La zona di mare freddo è lambita dalla Corrente di Humboldt è ed eccezionalmente ricca di plancton, che favorisce la vita a una grande varietà di fauna autoctona della zona, oltre che a diverse specie migratorie che periodicamente stazionano in questo luogo.

## Specie protette
Nella riserva vivono 36 specie di mammiferi e 216 di uccelli, oltre ad una vasta quantità di specie ittiche. Il pinguino di Humboldt (in estinzione), l'otaria orsina, il leone marino sudamericano, la Sula variegata, pellicani, gabbiani ed altre specie di uccelli e animali marini in pericolo d'estinzione rendono la riserva come tra le più ricche faunisticamente dell'intero pianeta. 

## Clima
Il clima è quello tipico del Deserto del Pacifico, piogge scarse, con temperatura in inverno di 15 °C, mentre in estate la temperatura media è di circa 22 °C.
Le precipitazioni sono scarse, essendo la media annuale di 1,83 mm., l'umidità relativa è dell'82% in estate, 83% in inverno.
I venti, solitamente da sud o sud-ovest, possono raggiungere i 32 km/h.

## Il candelabro
Il candelabro, chiamato anche tridente, è una grande struttura geoglifica del diametro di 120 metri, situato nel nord-ovest della baia di Paracas, si pensa abbia a che fare con le Linee di Nazca.
La vista migliore per apprezzare il candelabro si ha imbarcandosi per un mini-tour per le Islas Ballestas.

## La cattedrale

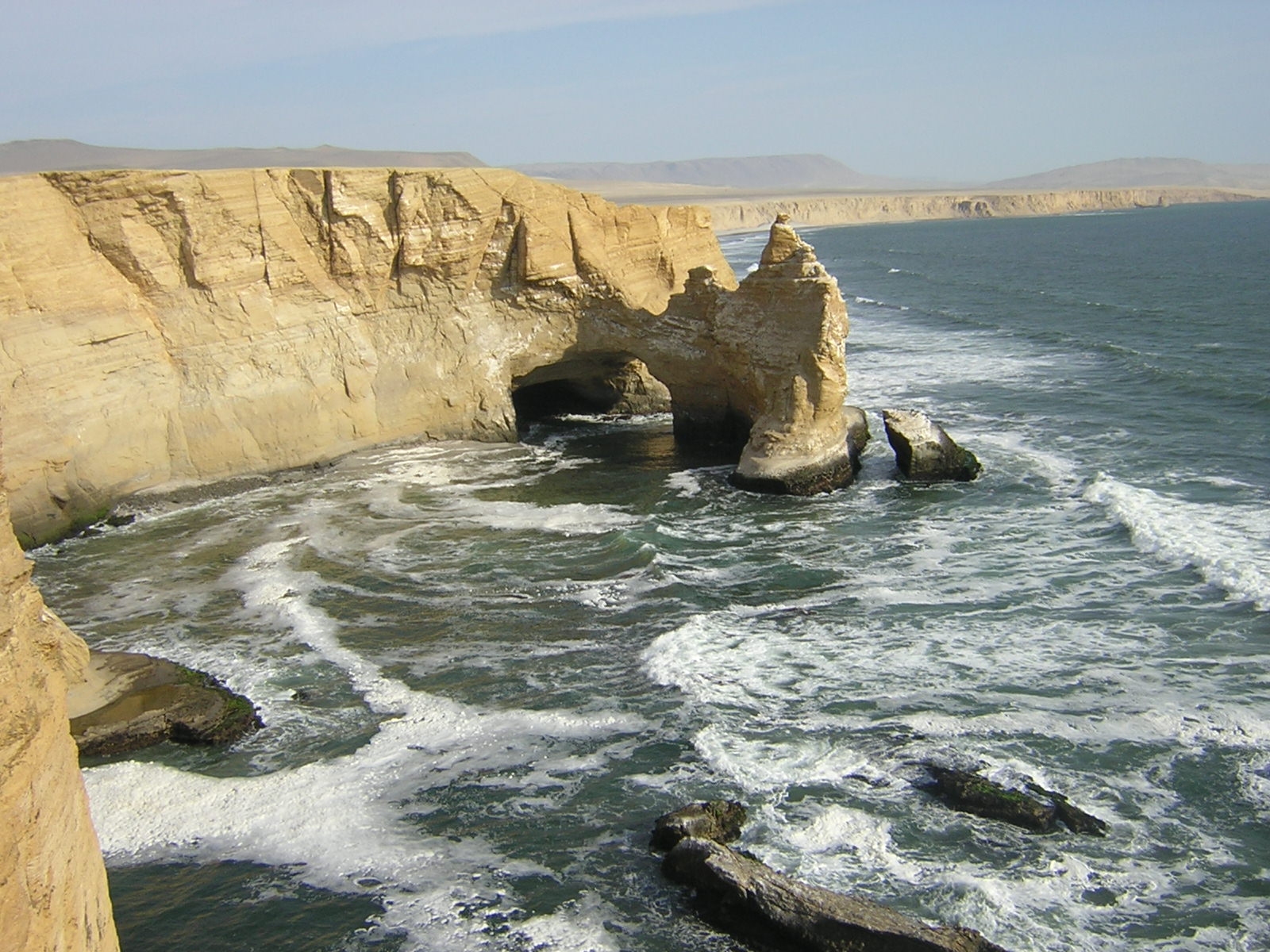
La Catedral prima del terremoto

La Cattedrale era un'imponente formazione rocciosa, che con l'erosione del mare e del vento, aveva assunto nel corso dei secoli una forma che ricordava le cupole delle cattedrali.
Era una delle immagini più fotografate del Perù, un'icona della riserva, fino a quando il 15 agosto del 2007 un violento terremoto di magnitudo 7,9 della scala Richter ne causò il crollo..
I resti della struttura si trovano tra le spiagge di Yumaque e Supay.